# Trompetervögel
Die Trompetervögel (Psophia) sind eine Gattung in der gleichnamigen Familie der Trompetervögel (Psophiidae) innerhalb der Ordnung der Kranichvögel (Gruiformes). Die Gattung besteht aus drei einander sehr ähnlichen, bodenlebenden Arten, von denen lediglich der Weißflügel-Trompetervogel genauer erforscht ist. Das Verbreitungsgebiet der in Gruppen lebenden, etwa hühnergroßen Vögel ist der tropische Regenwald des nördlichen und zentralen Südamerika. Die IUCN führt die drei Arten als nicht gefährdet.

## Merkmale

### Körperbau
Trompetervögel erreichen eine Körperlänge von circa 49 Zentimetern und ein Gewicht von maximal 1,5 Kilogramm, die drei Arten unterscheiden sich in diesen Maßen nicht voneinander. Männchen des Weißflügel-Trompetervogels sind durchschnittlich 10 % schwerer als Weibchen, ob dieser Geschlechtsdimorphismus des Gewichtes bei den zwei weiteren Arten ebenfalls besteht, ist nicht bekannt. Durch die kompakte Körperform und das bucklige Profil erinnern Trompetervögel auf den ersten Blick eher an Hühnervögel als an andere ihnen verwandte Kranichvögel. Das stämmige Aussehen des Körpers täuscht jedoch, da die Vögel ihre Flügel stets gewölbt und leicht vom Körper abgespreizt halten und mit ihnen die Körperflanken sowie den sehr kurzen Schwanz bedecken. Der eigentliche, schlanke Rumpf kommt nur zum Vorschein, wenn die Vögel ihre Flügel anheben. Auf einem langen, schlanken und meist in S-Form gehaltenen Hals sitzt ein im Verhältnis zum Körper klein erscheinender Kopf mit großen Augen. Der kräftige, etwa kopflange Schnabel ist leicht nach unten gebogen und endet in einer scharfen Spitze. Er erinnert in seiner Form an den Schnabel einiger Hühnervögel, etwa den des Auerhuhns.
Wie die meisten bodenlebenden Vögel besitzen Trompetervögel starke, verhältnismäßig lange Beine. Drei kräftige Zehen sind nach vorne gerichtet, ein einzelner, kürzerer und schmalerer Zeh weist nach hinten. Dieser setzt wie bei anderen Kranichvögeln, etwa den Rallenvögeln, etwas höher am Bein an. Trotz einer gut entwickelten Muskulatur sind die Vögel mit ihren kurzen, abgerundeten Flügeln nur zu Flügen über kurze Strecken in der Lage.

### Färbung und Gefieder

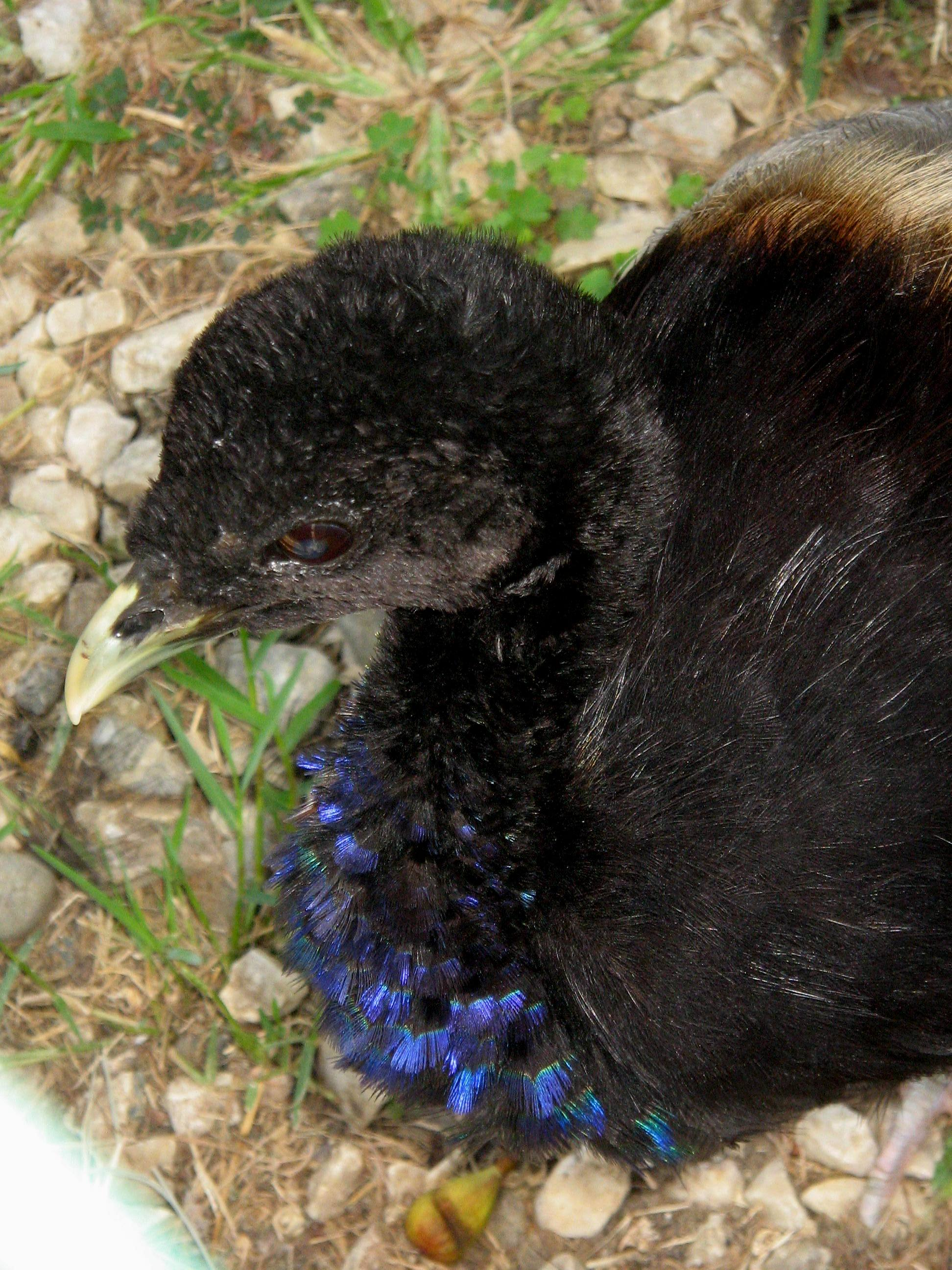
Blau schillerndes Brustgefieder eines Grauflügel-Trompetervogels

Alle Trompetervögel haben ein überwiegend schwarzes Gefieder, Armschwingen und Armdecken sind heller gefärbt: Grau beim Grauflügel-Trompetervogel, ockerfarben bis weiß beim Weißflügel-Trompetervogel und schillernd dunkelgrün bis schwarz beim Grünflügel-Trompetervogel. Die hellen Partien des Gefieders bilden bei in Ruheposition gehaltenen Flügeln einen großen, ovalen Fleck, der einen Großteil des Rückens bis zum Steiß und Teile der Flanken bedeckt. An den Armdecken ansetzende, haarähnliche und kaum miteinander verhakte Filamente liegen locker auf diesem Bereich auf. Der Flügel weist einen verhältnismäßig großen, blau oder grün metallisch schillernden Spiegel auf. Es wird vermutet, dass der Spiegel Auskunft über das ungefähre Alter eines Vogels geben kann, da er bei jüngeren Trompetervögeln zu einem größeren Anteil aus dunklen, matt gefärbten Federn besteht als bei älteren Individuen. Kopf und Nacken sind dicht von äußerst kurzen, schwarz glänzenden Federn bedeckt, auf der Brust befindet sich ein je nach Lichteinfall blau oder grün schillernder Fleck, der von kurzen, gekräuselten Federn gebildet wird. Die Iris ist dunkel kastanienbraun gefärbt. Der Schnabel variiert je nach Art und Unterart in der Farbe von leuchtend gelb mit grauer Spitze bis hin zu gänzlich schwarz oder grau. Die Färbung der Beine ist hell- bis dunkelgrau. Vom Weißflügel-Trompetervogel ist bekannt, dass eine Permanentmauser stattfindet, dies trifft höchstwahrscheinlich auch bei den anderen Arten der Gattung zu.

### Bewegung
Trompetervögel bewegen sich während der Nahrungssuche mit einer Geschwindigkeit, die in etwa der eines laufenden Menschen entspricht, rennend können jedoch weit höhere Geschwindigkeiten erreicht werden. Als bodenlebende Vögel fliegen sie nur selten und vermeiden es wenn möglich. Lediglich um einen Schlaf- oder Nistplatz zu erreichen, seltener um Hindernisse zu überwinden, fliegen die Vögel. Obwohl sie schwimmen können, meiden Trompetervögel das Wasser. Während des Laufens wird der Körper parallel zum Boden gehalten, der Hals wird leicht nach vorn gestreckt und führt bei jedem Schritt eine nickende Bewegung aus.

### Stimme
Als sehr ruffreudige Vögel verfügen Trompetervögel über eine ganze Reihe verschiedener Lautäußerungen. Der namensgebende Ruf der Trompetervögel klingt weniger wie eine Trompete, sondern ist eine Reihe grunzender, schnell hintereinander ausgestoßener, abgehackt klingender Laute, auf die meist ein langgezogenes, leiserer vorgetragenes und klagendes „Oh-oh-oh-oh-ooooooooooh“ folgt. Etwa alle zweieinhalb Stunden wird dieser Ruf sowohl tagsüber als auch während der Nacht zur Verteidigung des Territoriums eingesetzt.
Bei Bedrohung oder Erschrecken stoßen Trompetervögel einen dem Territorialruf ähnlichen, aber schriller und schärfer klingenden Ruf aus, bei dem das „ooooooh“ am Ende fehlt. Küken sind ebenso wie Jungvögel und adulte Tiere in der Lage, einen zwitschernden Bettelruf auszustoßen. Dieser kommt während der verschiedenen sozialen Rituale innerhalb der Gruppe zum Einsatz. Ein Nahrung im Schnabel tragender Vogel, der diese an einen bettelnden Vogel verfüttern möchte, stößt oft ein nasal klingendes „inhh-inhh-inhh-inhh“ aus. Dieser Ruf wird von Männchen und Weibchen auch in der Phase unmittelbar vor der Verpaarung ausgestoßen. Entdeckt ein Vogel eine Schlange, warnt er die anderen Mitglieder seiner Gruppe, indem er mehrmals hintereinander einen leisen, aneinandergereiht wie „hm-hm-hm-hm“ klingenden Ton brummt, bis die Aufmerksamkeit aller Gruppenmitglieder auf die Schlange gerichtet ist.

## Verbreitung und Lebensraum

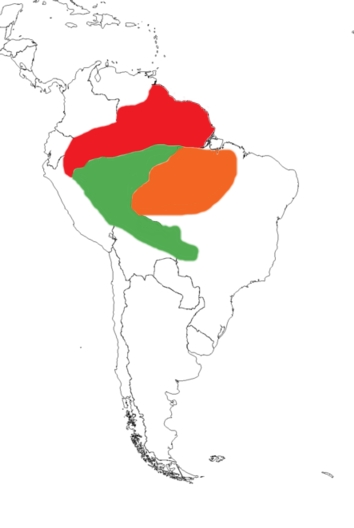
Verbreitung der Trompetervögel:
Grauflügel-Trompetervogel
Weißflügel-Trompetervogel
Grünflügel-Trompetervogel

Trompetervögel leben in Gebieten mit dichtem, unberührten tropischen Regenwald des Amazonasbeckens im nördlichen und zentralen Südamerika. Die drei Arten werden durch die großen Ströme des Tieflandes räumlich voneinander getrennt. Das Verbreitungsgebiet des Grauflügel-Trompetervogels liegt nördlich des Amazonas, das des Weißflügel-Trompetervogels südlich des Amazonas und westlich des Rio Madeira, der Grünflügel-Trompetervogel tritt südlich des Amazonas und östlich des Rio Madeira auf. Besiedelt werden sowohl höher gelegene Bergregenwälder bis zu einer Höhe von 750 Metern als auch Tieflandregenwald und sumpfartige Gebiete am Rand großer Gewässer. Bevorzugt werden in jedem Habitat Bereiche mit lichtem Bodenbewuchs und einer hohen Diversität fruchttragender Bäume. Seltener besiedeln Trompetervögel auch Sukzessionsflächen, jedoch niemals von Menschenhand angelegte oder nach menschlichen Eingriffen entstehende Sekundärwälder. Während der Regenzeit können mitunter große Flächen des Habitats überflutet werden.

### Territorium und Streifgebiet
Das von den Gruppen ganzjährig verteidigte Territorium erreicht je nach Nahrungsangebot eine Größe von 58 bis 88 Hektar, die Territorien benachbarter Gruppen überschneiden sich nicht und haben genauestens festgelegte Grenzen, welche nur selten überschritten werden. Wesentlichen Einfluss auf die Größe des verteidigten Gebietes hat die Anzahl der darin befindlichen, regelmäßig auch in der Trockenzeit Früchte tragenden Bäume, da Früchte die Hauptnahrungsquelle aller Trompetervögel sind. Während eines Tages legen Trompetervögel durchschnittlich 3,7 Kilometer zurück.

## Lebensweise

### Aktivität und Komfortverhalten
Bei Sonnenaufgang begeben sich die Vögel von ihrem Schlafplatz auf den Boden und beginnen zunächst mit der unter Sozialverhalten geschilderten Interaktion, bevor sie meist gezielt einen in der Nähe befindlichen, Früchte tragenden Baum aufsuchen und mit der Nahrungsaufnahme beginnen. Ein Großteil des Tages wird damit verbracht, zwischen im Territorium verstreut stehenden fruchttragenden Bäumen zu wechseln. Sind Früchte im Überfluss vorhanden, verbringen Trompetervögel mehr Zeit mit Baden, Sonnen und sozialer Interaktion. Das Komfortverhalten besteht neben dem Putzen aus dem Abspreizen eines Flügels, dem Strecken und Zusammenlegen des Halses sowie einem leichten Aufplustern des Gefieders, meist verbunden mit leisen Lautäußerungen. Bei beginnender Dämmerung begeben sich die Trompetervögel zu einem von Nacht zu Nacht wechselnden Schlafplatz. Dieser befindet sich auf den Ästen eines hohen Baumes, in der Regel zwischen 8 und 15 Metern Höhe, und wird fliegend erreicht.

### Sozialverhalten

#### Gruppengröße und Zusammensetzung
Trompetervögel leben in hochsozialen, hierarchisch organisierten Verbänden von 3 bis 13 Individuen. Durchschnittlich besteht eine Gruppe aus sieben Individuen, von denen im Regelfall drei Vögel nicht miteinander verwandte Männchen, zwei Vögel nicht miteinander verwandte Weibchen und zwei Jungvögel der letzten Brut sind.

#### Dominanz- und Unterwürfigkeitsverhalten
Der schillernde Spiegel an den Flügeln dient den Mitgliedern einer Gruppe während der Nahrungsaufnahme offenbar zur optischen Kommunikation, außerdem scheint er eine Rolle beim Imponierverhalten zwischen Individuen einer Gruppe zu spielen. Dieses am frühen Morgen unmittelbar nach Sonnenaufgang und Verlassen des Schlafplatzes zu beobachtende Verhalten dient der Festlegung und Festigung der Hierarchie innerhalb einer Gruppe. Rangniedere Vögel kriechen dabei mit ausgebreiteten Flügeln auf ranghöhere Vögel zu und stoßen währenddessen zwitschernde Laute aus, die denen von Jungvögeln gleichen. Die dominanten Vögel antworten auf das symbolische Unterwerfen mit raschen, flatternden Flügelschlägen. Die Hierarchie ist dabei geschlechtsspezifisch, das allmorgendliche Ritual wird von beiden Geschlechtern getrennt durchgeführt. Nach einigen Minuten beenden die Vögel das Ritual und beginnen gemeinsam mit der Nahrungssuche.

#### Gefiederpflege, Füttern und Spiel
Während des Tages pflegen sich Mitglieder einer Gruppe häufig gegenseitig das Gefieder. Dieses Verhalten wird durch die Annäherung zweier Individuen mit gesenktem Kopf eingeleitet. Einer der beiden stets gleichgeschlechtlichen Vögel beginnt, dem anderen mit schnellem Öffnen und Schließen des Schnabels Schmutz, Parasiten und andere Unreinheiten aus dem Gefieder an Kopf und Nacken zu zupfen. Der die Pflege empfangende Vogel scheint dies sehr zu genießen, er schließt die Augen, senkt den Kopf weiter ab, entspannt sich und verliert infolgedessen gelegentlich sogar das Gleichgewicht. Ist die Gefiederpflege beendet, wechseln die Vögel die Rollen.

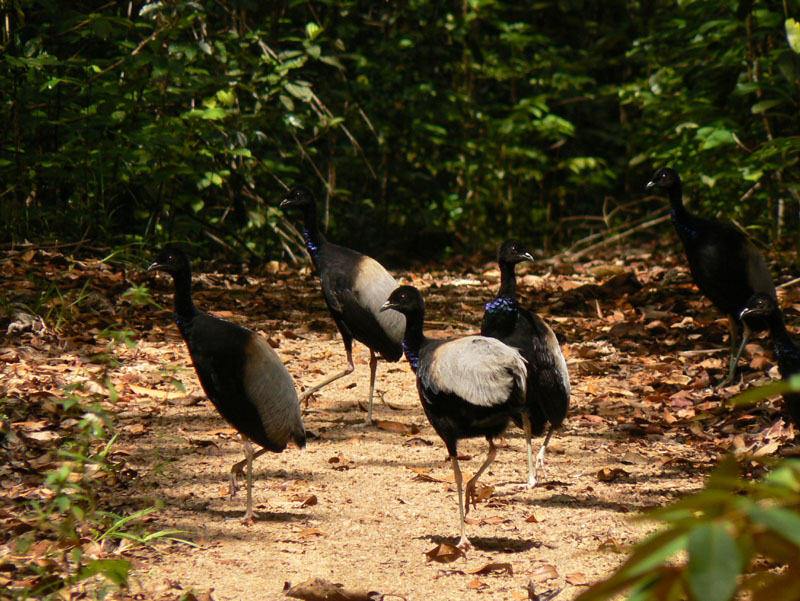
Gruppe des Grauflügel-Trompetervogels

Ein weiteres Verhalten ist zu beobachten, wenn Nahrung im Überfluss vorhanden ist, etwa wenn viele Bäume zur selben Zeit Früchte tragen. Zu diesen Zeiten nehmen einzelne Individuen Nahrung in den Schnabel, heben ihre Flügel leicht an, recken den Hals nach oben und stolzieren umher. Dabei stoßen sie kurze Rufe aus. Vögel desselben Geschlechts und Jungvögel rennen zu dem herumstolzierenden Vogel, kriechen auf ihn zu und stoßen zwitschernde Bettellaute aus. Nach einigen Sekunden wird die Nahrung einem der bettelnden Vögel übergeben und von diesem in der Regel sofort gefressen, seltener wird die Nahrung noch einmal zurückgegeben und danach erneut aufgenommen.
Nicht selten spielen Trompetervögel miteinander. Dabei verhalten sie sich ähnlich wie während Territorialkämpfen. Sie jagen einander, allerdings ohne zu treten oder zu hacken, flattern in die Luft, attackieren Blätter, Steine und Zweige und zwitschern währenddessen lautstark. Das Spiel dauert in der Regel nur wenige Minuten.

### Territoriales und antagonistisches Verhalten
Gruppen benachbarter Territorien nehmen sich dank eines guten Gehörs oftmals bereits aus größerer Entfernung wahr. Überschreitet eine Gruppe die Grenzen eines benachbarten Territoriums und bemerkt die das Gebiet besetzende Gruppe dies, so rennt sie mit hoher Geschwindigkeit auf die eindringenden Vögel zu, um sie zu vertreiben. Zieht sich die eindringende Gruppe nicht schnell genug zurück, kommt es zum Kampf. Die Vögel bekämpfen sich, indem sie den Kopf senken, die Flügel etwas anheben, die Schwungfedern zum Boden hin abspreizen und schließlich aufeinander zurennen. Dabei kämpfen stets nur Tiere eines Geschlechtes gegeneinander. Zunächst versuchen die Vögel, einander mit Flügelschlagen und kurzen Luftsprüngen zu imponieren. Flieht die eindringende Gruppe nach diesem Imponierverhalten nicht, beginnt die verteidigende Gruppe, mit den Schnäbeln nach den Eindringlingen zu hacken und zu treten, bis diese schließlich die Flucht ergreifen. Im Verlauf des Kampfes stoßen die Tiere immer wieder den lauten, charakteristischen Territorialruf aus. Nachdem die eindringende Gruppe die Flucht ergriffen hat, stimmen Weibchen und Jungvögel des das Areal besetzenden Verbandes gemeinsam den Territorialruf an, währenddessen verfolgen die Männchen die flüchtende Gruppe noch über eine kurze Distanz.
Nach einem Kampf kann es zu Dominanz- und Unterwürfigkeitsritualen zwischen den Gruppen kommen, gelegentlich wird zum Beschwichtigen Nahrung ausgetauscht. Vor allem rangniedrige Männchen wechseln infolge von Territorialkämpfen manchmal die Gruppe, da sie in der neuen Gruppe eventuell einen höheren Rang in der Hierarchie einnehmen können. Misslingt dies, kehren die Männchen meist nach wenigen Tagen oder Wochen zu ihrer ursprünglichen Gruppe zurück, welche sie problemlos akzeptiert und wieder aufnimmt.
Trompetervögel fliehen rennend oder seltener fliegend, wenn sie sich durch Prädatoren wie Ozelot, Jaguar oder Mensch bedroht fühlen. Stößt ein Mitglied der Gruppe einen Warnruf aus, fliehen die Vögel in dichtes Unterholz und drücken sich gegen den Untergrund, hinter Steine oder Baumstämme. Bei unmittelbarer Gefahr fliegt eine Gruppe unter Äußerung lauter Rufe auf und sucht auf Ästen und in Baumkronen Schutz. Jungvögel werden vor für sie gefährlichen Prädatoren wie Schlangen beschützt, indem die adulten Vögel den Prädator mit Schnabelhieben und Fußtritten angreifen und vertreiben.

### Interspezifische Beziehungen
Trompetervögel handeln gelegentlich kommensalistisch und folgen beispielsweise Wanderameisen, wenn diese in großen Schwärmen auf dem Waldboden nach Nahrung suchen. Kleintiere, die den Ameisen zu entkommen versuchen, werden von den Trompetervögeln erbeutet. Primaten, die in Baumkronen Insekten jagen, werden von den Trompetervögeln auf dem Boden verfolgt, da regelmäßig Insekten auf den Boden fallen. Ebenso werden Tamanduas beobachtet, die Ameisen- und Termitennester aufbrechen, die entkommenden Tiere werden gefressen.

## Ernährung
Trompetervögel ernähren sich größtenteils frugivor, etwa 90 % ihrer Nahrung besteht aus Früchten verschiedener Reifestadien. Da die Vögel nicht in der Lage sind, harte Schoten oder Schalen von Früchten zu öffnen, werden vor allem Früchte mit weichem Exokarp und Mesokarp gefressen, beispielsweise die Früchte verschiedener Ficus-Arten. Kleine Früchte wie Beeren bis zu einer Größe von zwei Zentimetern werden im Ganzen geschluckt, von größeren Früchten wird das Fruchtfleisch abgepickt. Schlucken Trompetervögel Samen, so passieren diese größtenteils unbeschadet den Verdauungstrakt der Vögel und werden in keimungsfähigem Zustand wieder ausgeschieden. Daher spielen Trompetervögel ebenso wie andere Fruchtfresser eine wichtige Rolle bei der Ausbreitung einiger Pflanzenarten. Ein Großteil der aufgenommenen Nahrung wird vom Boden aufgelesen, nur selten werden Früchte von niedrigen Büschen gepickt. Im tropischen Regenwald ziehen Früchte tragende Bäume eine Vielzahl von Tieren an, unter anderem Primaten. Auf diese sind Trompetervögel angewiesen, da die Affen beim Klettern in den Baumkronen Früchte abschlagen und auf den Boden werfen.
Etwa 10 % der Nahrung machen Invertebraten und kleine Wirbeltiere aus. Diese werden erbeutet, indem auf dem Waldboden liegende Zweige und Blätter mit dem Schnabel gewendet werden, um darunter befindliche Tiere zu entdecken. Potentiell stechende oder beißende Beutetiere werden vor dem Schlucken mit dem Schnabel zerquetscht oder im Fall von Ameisen durch Einemsen unschädlich gemacht. Mit ätzende Schutzsekrete abgebenden Tausendfüßern verfahren Trompetervögel ähnlich wie beim Einemsen mit Ameisen, sie streichen sie oft mehrere Minuten lang an ihrem Gefieder oder an Gegenständen ab, bis das abgegebene Sekret entfernt ist. Während dieser Prozedur wechseln sich Vögel einer Gruppe mitunter ab, indem sie den zu reinigenden Tausendfüßer alle paar Minuten einander übergeben. Treffen Trompetervögel auf kleine Schlangen, so werden diese, wenn sie nicht giftig sind, fast immer mit Schnabelhieben getötet und gefressen. Zunächst jedoch werden sie von allen Gruppenmitgliedern teils einige Minuten lang beobachtet, um die von der Schlange ausgehende Gefahr zu beurteilen. Trinkwasser wird aus Pfützen oder kleinen Wasserläufen aufgenommen.

## Fortpflanzung
Die Brutsaison der Trompetervögel beginnt gegen Ende der Trockenzeit, sodass die Küken zu Beginn der Regenzeit schlüpfen, wenn das Nahrungsangebot ansteigt. Trompetervögel sind Höhlenbrüter. Es erfolgt eine Brut pro Jahr, im Falle eines kompletten Brutverlusts kann es, wenn die Regenzeit sich nicht bereits dem Ende zuneigt, zu einer Zweitbrut kommen. Nur etwa die Hälfte der Bruten ist erfolgreich.

### Paarbildung und Balz
Die Trompetervögel betreiben unter Vögeln nur wenig verbreitete kooperative Polyandrie, das heißt innerhalb einer Gruppe brüten lediglich wenige Individuen, die anderen Mitglieder der Gruppe helfen jedoch bei der Aufzucht der Jungvögel. Das dominante Weibchen verpaart sich mit den drei höchstrangigen Männchen der Gruppe.
Bereits etwa einen Monat, bevor es mit der Eiablage beginnt, bemühen sich die männlichen Mitglieder einer Gruppe vermehrt um das Weibchen, indem sie ihm über den Tag verteilt immer wieder Nahrung anbieten und es füttern. Während dieser Zeit stellen sie das rituelle Füttern anderer Gruppenmitglieder ein. Insbesondere das dominante Männchen weicht dem Weibchen in dieser Zeit nicht von der Seite und füttert es beständig. Circa sechs Wochen vor der Eiablage beginnen die ersten Männchen mit noch kurzen, meist nur wenige Sekunden andauernden Kopulationen. Der Verpaarung geht meist ein kurzes Balzverhalten voraus, während dessen das Männchen mit erhobenem Kopf in engen Kreisen um das Weibchen läuft, welches sich auf dem Bauch liegend mit dem Männchen dreht. Gelegentlich wird von vor der Paarung erfolgenden, von Lautäußerungen begleiteten Tänzen berichtet, dies scheint jedoch auf einer Verwechslung mit dem Spielverhalten der Vögel zu beruhen. In dieser Zeit ist das Weibchen jedoch noch unfruchtbar und es wird vermutet, dass die Kopulationen lediglich gegenüber anderen Gruppenmitgliedern das Anrecht auf die Verpaarung verdeutlichen sollen. Erst in den letzten beiden Wochen vor der Eiablage können die Eier befruchtet werden, während dieser Zeit kopulieren ausschließlich die drei ranghöchsten Männchen der Gruppe mit dem Weibchen. Dabei versuchen sie sich gegenseitig zu stören und Kopulationen zu verhindern. Zwei Drittel der Kopulationen führt das dominante Männchen durch.

### Nestbau und Neststandort
Etwa zweieinhalb Monate bevor die Eiablage erfolgt, beginnen das dominante Weibchen und das dominante Männchen, potentielle Bruthöhlen aufzusuchen und zu inspizieren. Während dieser Zeit werden etwa zehn bis zwölf Nistplätze auf ihre Tauglichkeit untersucht, etwa eine Woche vor Beginn der Eiablage beginnen die Vögel, die ausgewählte Nisthöhle zu reinigen. Ein Nest wird in durchschnittlich elf Metern Höhe gelegenen Baumhöhlen angelegt, der Weißflügel-Trompetervogel nutzt bei Vorhandensein bevorzugt Höhlen in Iriartia-Palmen. Genutzte Bruthöhlen weisen oftmals einen Wulst am unteren Rand des Höhleneingangs auf, der es Küken nach dem Schlupf erleichtert, von dort aus der Höhle zu springen. Das dominante Männchen bereitet gemeinsam mit dem dominanten Weibchen die Bruthöhle vor, indem es Zweige, Blätter und andere störende Gegenstände aus der Höhle entfernt und den Boden anschließend spärlich mit bereits weitgehend verrottetem Holz auskleidet.

### Gelege und Brut
Das Gelege besteht aus zwei bis vier weißen Eiern, die eine raue Schale aufweisen und durchschnittlich 60 × 48 mm groß sind. Die Eier werden im Abstand von je zwei Tagen gelegt. Erst nachdem das letzte Ei gelegt wurde, beginnt die Brut.
Das dominante Weibchen sitzt von Sonnenuntergang bis zum späten Vormittag des nächsten Tages auf dem Gelege, um danach für den Rest des Tages von einem Männchen abgelöst zu werden. Zu 75 % übernimmt das dominante Männchen diese Aufgabe, niederrangige Männchen sitzen nur zu 25 % auf dem Gelege. Ist der Zeitpunkt für das Männchen gekommen, das Weibchen auf dem Gelege abzulösen, begibt sich die gesamte Gruppe zum Neststandort und wartet unterhalb der Bruthöhle, bis der Wechsel vollzogen ist.
Nach etwa vier Wochen schlüpfen die Jungvögel innerhalb von 24 Stunden. Als Nestflüchter klettern die Küken am Tag nach dem Schlupf aus der Höhle und springen, ermuntert durch die am Boden wartende und Lockrufe ausstoßende Gruppe, auf den Waldboden. Nach dem oft mehr als 10 Meter hohen Fall bleiben die Jungvögel einen kurzen Moment regungslos auf dem Boden liegen, stehen jedoch schnell auf und beginnen nach Futter zu betteln. Zunächst sind die Küken von rotbraunen Dunen bedeckt, auf dem Kopf verläuft ein schwarzer Scheitelstreifen, auf dem Rücken finden sich einige ebenfalls schwarze Streifen entlang des Rückgrats. Nach etwa zehn Tagen sind die Schwungfedern zu erkennen, nach sechs Wochen sind die jungen Trompetervögel wie adulte Vögel befiedert und zu kurzen Flügen in der Lage.
Für etwa drei Wochen werden die Jungvögel von allen Gruppenmitgliedern gefüttert, vor allem jedoch vom dominanten Weibchen sowie den rangniedrigeren Männchen. Ab der vierten Woche beginnen sie, etwa ein Viertel ihrer Nahrung selbstständig aufzunehmen. Mit einem Alter von drei Monaten versorgen sich die Jungvögel weitgehend eigenständig, betteln jedoch weiterhin ältere Gruppenmitglieder an, um Nahrung zu erhalten. Jungvögel bleiben zunächst bei der Gruppe und helfen, die Brut des nächsten Jahres aufzuziehen, bevor sie in einem Alter von circa eineinhalb Jahren dismigrieren und sich weiter entfernten Gruppen anschließen. Für Männchen ist dies einfacher als für Weibchen, die von den etablierten dominanten Weibchen anderer Gruppen zunächst bekämpft werden.
Eier, Küken und Jungvögel können Greifvögeln, Raubkatzen und Schlangen zum Opfer fallen, werden allerdings von der Gruppe beschützt. Trotzdem schlüpfen nur aus etwa der Hälfte aller Gelege Küken, die Hälfte aller geschlüpften Jungvögel fällt innerhalb des ersten Lebensmonats Prädatoren zum Opfer. Viele Jungvögel werden in der Nacht erbeutet, da sie wegen ihrer fehlenden Flugfähigkeit zum Schlafen auf leicht zugängliche, in 2 bis 3 Metern Höhe befindliche Äste klettern, wo die adulten Gruppenmitglieder sie nicht beschützen und warnen können.

## Systematik

### Externe Systematik
Innerhalb der Kranichvögel werden die Trompetervögel in eine eigene Familie (Psophiidae) gestellt, die die Schwestergruppe einer aus den Kranichen (Gruidae) und dem Rallenkranich (Aramidae) bestehenden Klade ist. Diese Klade dieser drei Familien ist wiederum die Schwestergruppe einer Klade, die von den Rallen (Rallidae), Binsenrallen (Heliornithidae) und Besenschwanzrallen (Sarothruridae) gebildet wird.

### Interne Systematik
Die Gattung Psophia beinhaltet drei Arten mit insgesamt sieben Unterarten. Die Aufspaltung in drei Arten erfolgte vermutlich im Pleistozän, nachdem Populationen durch Änderungen von Flussläufen und regionales, klimatisch bedingtes Zurückweichen des Regenwaldes voneinander getrennt wurden. Heute werden die Vorkommen der Arten durch die Flüsse des Tieflandes getrennt. Die einzelnen Unterarten werden aufgrund kleiner Unterschiede in der Gefiederfärbung sowie der räumlichen Trennung durch Nebenarme der großen Flüsse unterschieden. Gelegentlich werden Grauflügel- und Weißflügel-Trompetervogel als eine Art angesehen, diese Ansicht wird jedoch von der großen Mehrheit der Systematiker abgelehnt.

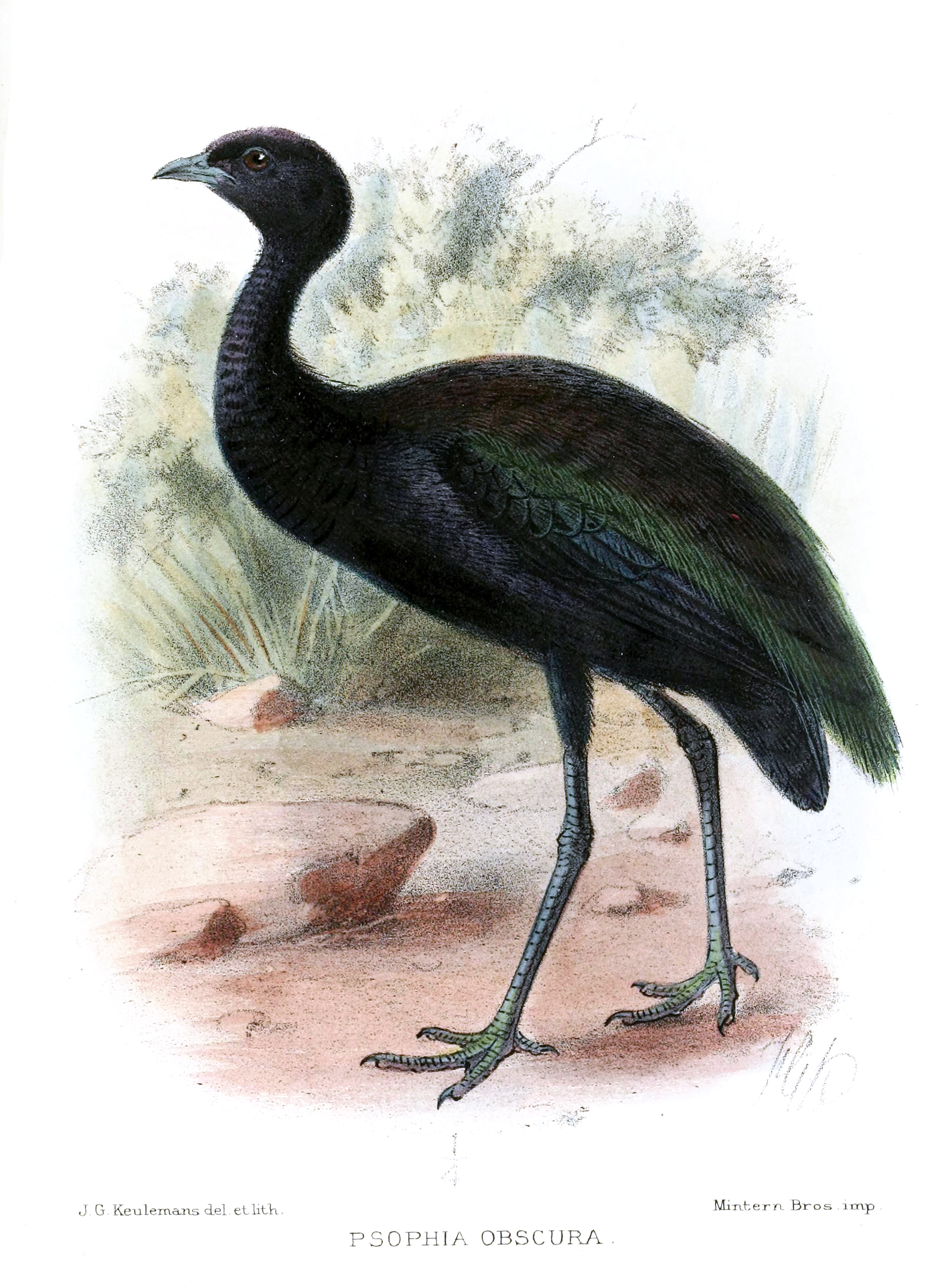
Braunflügel-Trompetervogel (Psophia obscura), Zeichnung von John Gerrard Keulemans

- Grauflügel-Trompetervogel (Psophia crepitans)
  - Unterarten:
    - P. c. crepitans: Südöstliches Kolumbien, Ost- und Süd-Venezuela, Guyana und Französisch-Guyana sowie nördliches Brasilien, nördlich des Amazonas und östlich des Rio Negro. Grünlich schillernder Brustfleck, dunkelgrauer Rückenfleck mit orangebraunem Band im oberen Viertel. Graugelber Schnabel mit dunkler Spitze.
    - P. c. napensis: Südöstliches Kolumbien, östliches Ecuador bis nordöstliches Peru und äußerster Nordosten Brasiliens, nördlich des Amazonas und westlich des Rio Negro. Brustfedern schillern violett, ansonsten große Ähnlichkeit zu P. c. crepitans
    - P. l. ochroptera: Nordwesten Brasiliens, nördlich des Amazonas beziehungsweise Solimões, westlich des Rio Negro. Ähnelt P. c. napensis, weist jedoch einen komplett orangen Rückenfleck und einen schwarzen Schnabel auf.

- Weißflügel-Trompetervogel (Psophia leucoptera)
  - P. leucoptera: Östliches Peru, zentrales und westliches Brasilien. Südlich von Amazonas und Solimóes, westlich des Rio Madeira. Außerdem Nordost-Bolivien. Weißer Rückenfleck, heller Schnabel.

- Grünflügel-Trompetervogel (Psophia viridis)
  - Unterarten:
    - P. v. viridis: Zentrales Brasilien südlich des Amazonas, zwischen Rio Madeira und Rio Tapajós. Auffällig blau schillernder Spiegel, der grüne Rückenfleck bedeckt fast den ganzen Rücken und geht nahtlos in das schwarze Gefieder auf der Schulterpartie über. Graugelber Schnabel.
    - P. v. dextralis: Östliches bis zentrales Brasilien, südlich des Amazonas zwischen Rio Tapajós und Rio Tocantins. Rückenfleck unscheinbar grünbraun, Schnabel schwarz gefärbt.
    - P. v. obscura: Nordöstliches Brasilien bis Pará, südlich des Amazonas und östlich des Rio Tocantins. Der Rückenfleck ist dunkelbraun und kaum vom umgebenden, schwarzen Gefieder zu unterscheiden.

## Trompetervögel und Mensch

### Etymologie
Je nach Region werden Trompetervögel von der einheimischen Bevölkerung unterschiedlich bezeichnet. So heißen die Vögel in Surinam „Kamee-kamee“, was übersetzt „Kamelrücken“ bedeutet, sich also auf das bucklige Erscheinungsbild der Vögel bezieht. „Kamee“ kommt vom niederländischen Wort „Kameel“, für „Kamel“. In weiten Teilen Brasiliens nennt man die Trompetervögel „Jacamim“, was in der Sprache der Tupí „Vogel mit kleinem Kopf“ bedeutet. Im Bundesstaat Pará im Nordosten Brasilien sowie in Französisch-Guayana ist der gebräuchliche Name „Agami“, wie die Trompetervögel auch im Französischen heißen. Sowohl der deutsche Name wie auch der englische Name „Trumpeter“ leiten sich von „Oiseau trompette“ ab, eine Bezeichnung für den Trompetervogel, die der französische Naturforscher La Condamine im 18. Jahrhundert vom spanischen „Trompetero“ ableitete. „Trompetero“ nannten spanische Siedler im Amazonasbecken die Vögel wegen ihres lauten Rufes, der sie offenbar an den Klang einer Trompete erinnerte. Carl von Linné benannte die Gattung Psophia nach dem griechischen Wort „psophos“, was gleichbedeutend mit dem französischen „péter“ und somit „furzen“ ist, diese Benennung bezog sich auf die fälschliche Annahme, den Trompetervögeln diene ihr Anus zur Lauterzeugung.

### Mythos
Die Menschen im Verbreitungsgebiet der Trompetervögel kennen die Tiere vor allem aus den Legenden einiger indigener Völker. Diese glauben, dass Trompetervögel zu ihren Ahnen zählen. Andere Legenden besagen, die Trompetervögel erlernten ihren Ruf von Hähnen des Haushuhns oder dass zahme Trompetervögel ebenso wie Hütehunde entlaufene Nutztiere zur Herde zurückbringen.
Bis ins 20. Jahrhundert hinein hielt sich der Mythos, der laute Ruf der Trompetervogel werde nicht mit dem Stimmkopf erzeugt, sondern stattdessen durch den Anus. Schon Linnaeus saß diesem Irrglauben auf, und obwohl bereits im 18. Jahrhundert Naturforscher dieser Theorie widersprachen, wurde noch im Jahr 1908 davon berichtet.

### Trompetervögel als Haustiere und in Zoos

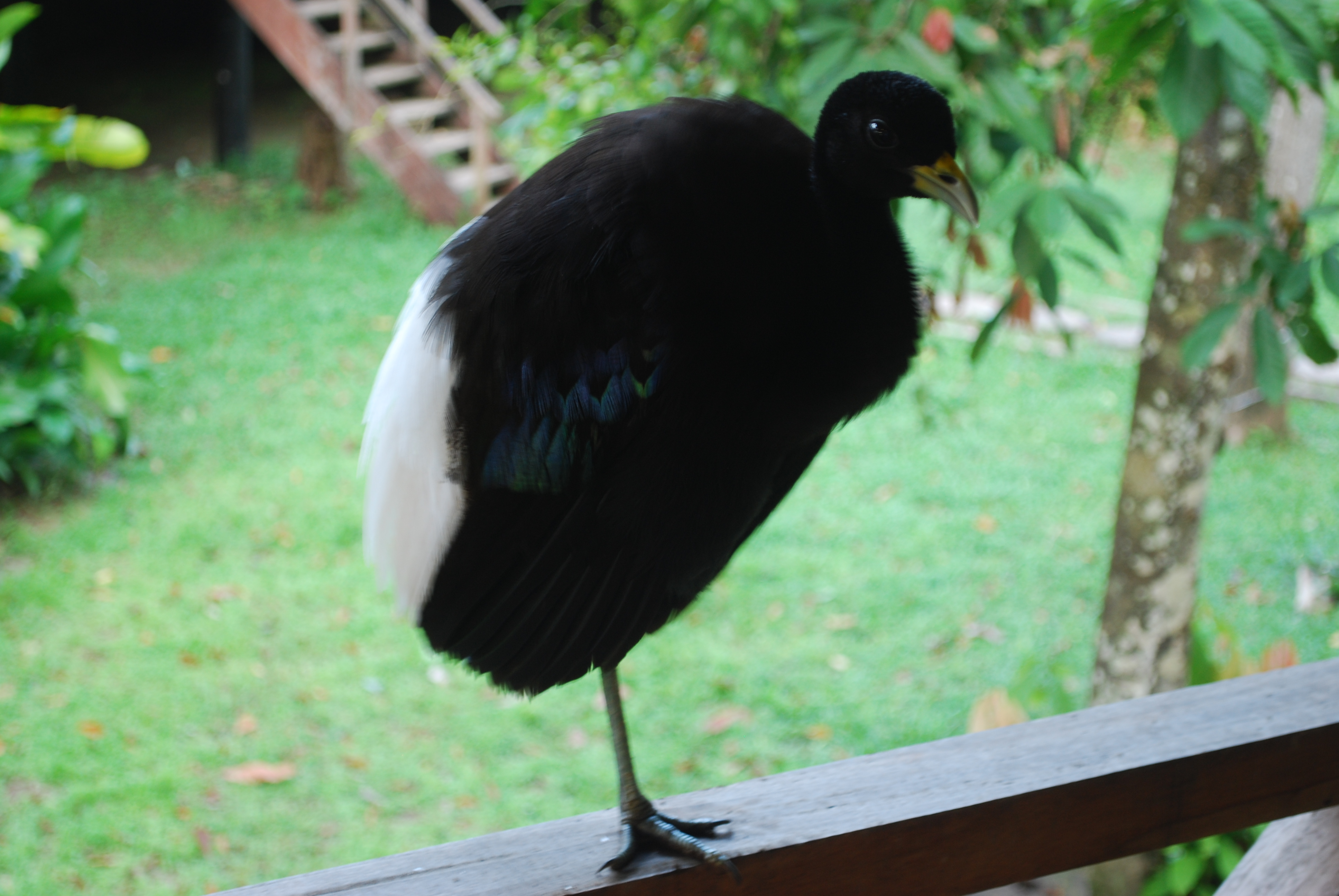
Weißflügel-Trompetervogel

Von Einheimischen werden Trompetervögel regelmäßig als Haustiere gehalten. Dazu werden entweder Eier dem Nest entnommen und einem brütenden Haushuhn untergeschoben, oder noch sehr junge Vögel gefangen. Die Küken werden, wenn sie von Hand aufgezogen werden, äußerst zahm, da sie auf Menschen geprägt werden und bekannte Menschen als Mitglieder ihrer „Gruppe“ ansehen. Diese Vögel erkennen ihre Besitzer als dominant an und vollführen regelmäßig das Ritual der Unterwürfigkeit, welches unter Sozialverhalten geschildert wird, zudem betteln sie nach Futter, bieten Futter an und fordern zur Gefiederpflege auf.
Als Haustiere gehaltene Trompetervögel werden häufig als „Wachvögel“ zu Gruppen von Haushühnern gesetzt. Bei Annäherung unbekannter Personen oder potentieller Prädatoren sowie bei Störungen äußern die Vögel einen Warnruf. Die Halter schätzen außerdem die Eigenschaft der Trompetervögel, vor Schlangen zu warnen.
In Zoos werden Trompetervögel seit dem 19. Jahrhundert gehalten, sind dort aber wegen ihrer Ansprüche an die Nahrung, Krankheitsanfälligkeit und oftmals ausbleibender Nachzuchterfolge nur selten zu sehen. Der Zoologische Garten in Seattle konnte wenige erfolgreiche Aufzuchten von Grauflügel-Trompetervögeln durchführen, ebenso der San Diego Zoo. Der Raritätenzoo Ebbs züchtet Grauflügel-Trompetervögel seit mehreren Jahren regelmäßig nach.

### Jagd
Das Fleisch der Vögel wird seit jeher als äußerst schmackhaft geschätzt. Zu einer beliebten Jagdbeute macht sie außerdem das Auftreten in Gruppen und der starke Zusammenhalt innerhalb der Verbände, wodurch oft mehrere Vögel auf einmal erlegt werden können. Jäger orten in der Nähe befindliche Trompetervögel, indem sie deren Territorialruf imitieren und die antwortende Gruppe lokalisieren. Nachts werden die auf dem Schlafplatz sitzenden Vögel mit starkem Licht geblendet, die desorientierten Tiere sind so leichte Beute. Um die Vögel zu erlegen, wurden früher von Einheimischen vor allem Schleudern verwendet, heute kommen in der Regel Gewehre zum Einsatz.

### Bedrohung und Schutz
Die IUCN führt jede der drei Arten als „nicht gefährdet“, dennoch nehmen die Bestandszahlen ab. Da Trompetervögel ausschließlich intakte Primärwälder besiedeln, ist die zunehmende Rodung des Regenwaldes eine Gefahr für die Bestände. Erschwerend kommt hinzu, dass die Trompetervögel ihrer großen Territorien wegen nur verhältnismäßig geringe Bestandsdichten aufweisen und Verluste, etwa durch die zunehmende Bejagung, nur schwer ausgeglichen werden können. Ein weiteres Problem ist der Bestandsrückgang vieler Primaten. Ohne die in den Baumkronen nach Früchten suchenden Affen fallen weniger Früchte auf den Waldboden, weshalb Trompetervögel immer weniger Nahrung finden. In der Nähe neu angelegter menschlicher Siedlungen gehen die Bestände der Trompetervögel auf Grund der starken Bejagung meist innerhalb kürzester Zeit stark zurück. Große, stabile Bestände sind nur in großen Schutzgebieten vorhanden, ebenso wie in noch unerschlossenen und unzugänglichen Bereichen des Regenwaldes.